# Islands (album)
Islands er et album med King Crimson, udgivet i 1971.
Det er det sidste studiealbum fra King Crimson inden gruppens progressive metaltrilogi bestående af Larks' Tongues in Aspic, Starless and Bible Black og Red, og det sidste, hvor man hører gruppens "traditionelle" progressive sound.
Albummet fik ikke specielt gode anmeldelser. Der er fire numre med tekst på albummet og tre af dem handler om kvinder – ét af dem på en ret kvindefjendsk måde: "Ladies of the Road", om groupier, selvom fans mener, at sangen måske er ment som en joke.